# Ultralativ
Ultralativ ist ein 2016 von Paul Schulte und Fynn Kröger gestarteter YouTube-Kanal. Sie sind Träger des Grimme Online Award 2019 in der Kategorie Wissen und Kultur. Mittlerweile ist Paul Schulte kein Mitglied mehr.

## Namensgebung
Die Namensgebung Ultralativ geht zurück auf den als Steigerung des Superlativs verwendeten Neologismus des Poetry-Slammers Jan Philipp Zymny.

## Konzeption
In den Videos beschäftigt sich Ultralativ u. a. mit dem EU-Urheberrecht, der Vorbildfunktion von Influencern und den Machtverhältnissen auf YouTube. Solche Videos sind meist tiefgründig recherchiert und bieten ein leicht konsumierbares Angebot, das komplizierte Themen für Jugendliche verständlich macht. Satire, Sarkasmus und Kritik spielen dabei eine wichtige Rolle.
Beendet werden die Videos meist mit dem Satz „…und das ist furchtbar schade.“

## Auszeichnungen
Ultralativ wurde 2019 mit dem Grimme Online Award in der Kategorie Wissen und Bildung ausgezeichnet. Die Laudatio für Ultralativ hielt Hazel Brugger. Für diese Kategorie waren weitere sieben Nominierte vorgeschlagen. Ultralativ wurde von der Jury letztendlich zum Preisträger gekürt.

„Animiert, knapp und kritisch: Paul Schulte und Fynn Kröger schaffen mit ihren Videos ein eigenständiges Format, mit dem sie sich als Teil der kleinen, medienkritischen Szene auf YouTube genau dort mit ihrem Medium auseinandersetzen.
Mit Verbildlichungen und klaren Argumenten  behandeln sie in den durchschnittlich zwei- bis fünfminütigen Videos aktuelle und relevante Themen aus dem und rund ums Internet. Auch komplexe Sachverhalte erklärt das YouTube-Duo so knapp zusammengefasst, dass jeder die Zeit finden sollte, sich zu informieren. Hierbei schafft es durch eine professionelle und ansprechende visuelle Aufbereitung der Themen eine bemerkenswerte Stringenz und Qualität, die im übersaturierten YouTube-Kosmos oft nicht gegeben ist.“